# Sergio Rico
Sergio Rico González (Sevilla, 1 de septiembre de 1993) es un futbolista español que juega de guardameta en el Al-Gharafa S. C. de la Liga de fútbol de Catar.

## Trayectoria

### Inicios
Empezó a jugar al fútbol en 2006, cuando ingresó en la cantera del Sevilla F. C. En la temporada 2010-11, estuvo en el equipo juvenil, que jugaba en la División de Honor, con el que disputó las eliminatorias por el título y de Copa del Rey Juvenil. Durante el transcurso de la temporada, defendió la meta del Sevilla Atlético en algunos partidos de la liga de Segunda División B. En la temporada 2012-13, se convierte en el segundo portero del Sevilla Atlético tras la marcha de Daniel Jiménez López al CD Mirandés.

### Sevilla F. C.
El 14 de septiembre de 2014 debutó en Liga ante el Getafe C. F., partido que ganó el Sevilla 2-0. Su estreno como guardameta del primer equipo en partido oficial fue causado por las ausencias por lesión de los dos porteros del conjunto hispalense: Beto y Barbosa.
A principios de febrero y tras otra lesión de Beto, se hizo con la titularidad bajo los palos del Sevilla, firmando una gran temporada y quitando el puesto de titular a Beto después de su recuperación.
El 18 de septiembre debutó en la Liga Europa de la UEFA ante el Feyenoord neerlandés, donde tampoco encajó goles. A partir de ese partido, Sergio fue el portero titular en todos los partidos de la competición, consiguiendo llegar a la final, después de que el Sevilla ganara a equipos como el Borussia Mönchengladbach en dieciseisavos de final, Villarreal C. F. en octavos de final, Zenit en cuartos de final y A. C. F. Fiorentina en semifinal, en este último no encajó ningún gol ni en la ida ni en la vuelta. En la final, el Sevilla F. C. se enfrentó al FC Dnipro Dnipropetrovsk, ganando por 2-3 (Krychowiak y Bacca [2]) consiguiendo así su primer título con este equipo (y el cuarto título de esta competición del Sevilla F. C., convirtiéndose así en el equipo con más copas de Liga Europa de la historia). Jugó bien, por lo que es considerado como un portero revelación, tanto en el fútbol español como en el fútbol europeo. El 8 de noviembre de 2015 su equipo vence un duro partido en el que se impusieron 3-2 contra el Real Madrid en el que tuvo una gran actuación y evitó varios goles de los merengues. También tuvo una importante actuación ante el FC Barcelona, siendo batido únicamente por Neymar Jr desde los 11 metros.
En sus cuatro temporadas en el primer equipo del Sevilla F. C. gana hasta en 2 ocasiones la Liga Europa de la UEFA.

#### Cesiones
En agosto de 2018 fue cedido al Fulham F. C. inglés por una temporada.
El 1 de septiembre de 2019 el Sevilla F. C. llegó a un acuerdo con el París Saint-Germain por su cesión por un año y con opción a compra. Tras alargarse las competiciones como consecuencia de la pandemia de enfermedad por coronavirus, el préstamo se prolongó hasta la finalización de las mismas.

### Paris Saint-Germain
El 5 de septiembre de 2020 se hizo oficial que seguiría en el conjunto parisino después de que ambos clubes llegaran a un acuerdo para su traspaso. Aquí siguió jugando un año y medio más, hasta que el 21 de enero de 2022 volvió al fútbol español tras llegar como cedido al R. C. D. Mallorca lo que restaba de temporada.
Al finalizar la temporada 2023-24 abandonó el club al expirar su contrato. En los cinco años que estuvo jugó un total de 24 partidos, aunque desde 2021 no tuvo minutos.

### Catar
El 29 de septiembre de 2024 fichó por el Al-Gharafa S. C. catarí. Hizo su debut dos días después, siendo esta la primera vez que jugaba un partido en más de dos años.

## Selección nacional
El 26 de mayo de 2015 fue llamado por Vicente del Bosque para disputar un partido amistoso ante el combinado de Costa Rica el 11 de junio y el 14 de junio ante Bielorrusia un partido clasificatorio para la Eurocopa 2016. Después del verano vuelve a ser convocado para los partidos de clasificación para la Eurocopa 2016 contra las selecciones de Eslovaquia, Macedonia, Luxemburgo y Ucrania, así como para los amistosos contra Inglaterra y Bélgica celebrados en noviembre, si bien este último no llegó a celebrarse por una amenaza terrorista. En marzo de 2016 vuelve a ser convocado para la disputa de los amistosos contra Italia y Rumania y en los partidos clasificatorios para el Mundial de Rusia 2018 contra Italia y Albania.
El 31 de mayo de 2016 fue confirmada su presencia entre los 23 jugadores que representarían a España en la Eurocopa 2016. El día siguiente, debutó con el combinado nacional, más de un año después de su primera convocatoria, sustituyendo a Iker Casillas en un partido amistoso contra Corea del Sur, que terminó con victoria española por 6-1.
Volvió a ser convocado en marzo de 2017 para el partido valedero para la clasificación del Mundial de Rusia de 2018 y el amistoso contra Francia.

## Estadísticas
Actualizado al último partido disputado el 17 de febrero de 2025.
| Club                              | Div.          | Temporada     | Liga  | Liga  | Copas nacionales | Copas nacionales | Copas internacionales | Copas internacionales | Total | Total |
| Club                              | Div.          | Temporada     | Part. | Goles | Part.            | Goles            | Part.                 | Goles                 | Part. | Goles |
| --------------------------------- | ------------- | ------------- | ----- | ----- | ---------------- | ---------------- | --------------------- | --------------------- | ----- | ----- |
| Sevilla Atlético Club · España    | 2.ª B         | 2010-11       | 1     | 0     | —                | —                | —                     | —                     | 1     | 0     |
| Sevilla Atlético Club · España    | 2.ª B         | 2011-12       | 2     | 0     | —                | —                | —                     | —                     | 2     | 0     |
| Sevilla Atlético Club · España    | 2.ª B         | 2012-13       | 10    | 0     | —                | —                | —                     | —                     | 10    | 0     |
| Sevilla Atlético Club · España    | 2.ª B         | 2013-14       | 22    | 0     | —                | —                | —                     | —                     | 22    | 0     |
| Sevilla Atlético Club · España    | 2.ª B         | 2014-15       | 1     | 0     | —                | —                | —                     | —                     | 1     | 0     |
| Sevilla Atlético Club · España    | Total club    | Total club    | 36    | 0     | 0                | 0                | 0                     | 0                     | 36    | 0     |
| Sevilla F. C. · España            | 1.ª           | 2014-15       | 21    | 0     | 5                | 0                | 11                    | 0                     | 37    | 0     |
| Sevilla F. C. · España            | 1.ª           | 2015-16       | 34    | 0     | 5                | 0                | 6                     | 0                     | 45    | 0     |
| Sevilla F. C. · España            | 1.ª           | 2016-17       | 35    | 0     | 3                | 0                | 9                     | 0                     | 47    | 0     |
| Sevilla F. C. · España            | 1.ª           | 2017-18       | 24    | 0     | 6                | 0                | 10                    | 0                     | 40    | 0     |
| Sevilla F. C. · España            | 1.ª           | 2018-19       | 0     | 0     | 0                | 0                | 1                     | 0                     | 1     | 0     |
| Sevilla F. C. · España            | Total club    | Total club    | 114   | 0     | 19               | 0                | 37                    | 0                     | 170   | 0     |
| Fulham F. C. Inglaterra           | 1.ª           | 2018-19       | 29    | 0     | 3                | 0                | —                     | —                     | 32    | 0     |
| Fulham F. C. Inglaterra           | Total club    | Total club    | 29    | 0     | 3                | 0                | 0                     | 0                     | 32    | 0     |
| Paris Saint-Germain F. C. Francia | 1.ª           | 2019-20       | 2     | 0     | 5                | 0                | 3                     | 0                     | 10    | 0     |
| Paris Saint-Germain F. C. Francia | 1.ª           | 2020-21       | 10    | 0     | 3                | 0                | 0                     | 0                     | 13    | 0     |
| Paris Saint-Germain F. C. Francia | 1.ª           | 2021-22       | 1     | 0     | 0                | 0                | 0                     | 0                     | 1     | 0     |
| R. C. D. Mallorca · España        | 1.ª           | 2021-22       | 14    | 0     | 1                | 0                | ―                     | ―                     | 15    | 0     |
| R. C. D. Mallorca · España        | Total club    | Total club    | 14    | 0     | 1                | 0                | 0                     | 0                     | 15    | 0     |
| Paris Saint-Germain F. C. Francia | 1.ª           | 2022-23       | 0     | 0     | 0                | 0                | 0                     | 0                     | 0     | 0     |
| Paris Saint-Germain F. C. Francia | 1.ª           | 2023-24       | 0     | 0     | 0                | 0                | 0                     | 0                     | 0     | 0     |
| Paris Saint-Germain F. C. Francia | Total club    | Total club    | 13    | 0     | 8                | 0                | 3                     | 0                     | 24    | 0     |
| Al-Gharafa S. C. Catar            | 1.ª           | 2024-25       | 0     | 0     | 0                | 0                | 7                     | 0                     | 7     | 0     |
| Al-Gharafa S. C. Catar            | Total club    | Total club    | 0     | 0     | 0                | 0                | 7                     | 0                     | 7     | 0     |
| Total carrera                     | Total carrera | Total carrera | 206   | 0     | 31               | 0                | 47                    | 0                     | 284   | 0     |
| 1. 2.                             |               |               |       |       |                  |                  |                       |                       |       |       |

## Palmarés

### Campeonatos nacionales
| Título                     | Club                      | País    | Año  |
| -------------------------- | ------------------------- | ------- | ---- |
| Ligue 1                    | Paris Saint-Germain F. C. | Francia | 2020 |
| Copa de Francia            | Paris Saint-Germain F. C. | Francia | 2020 |
| Copa de la Liga de Francia | Paris Saint-Germain F. C. | Francia | 2020 |
| Supercopa de Francia       | Paris Saint-Germain F. C. | Francia | 2020 |
| Copa de Francia            | Paris Saint-Germain F. C. | Francia | 2021 |
| Ligue 1                    | Paris Saint-Germain F. C. | Francia | 2022 |

### Campeonatos internacionales
| Título                 | Club          | Sede    | Año  |
| ---------------------- | ------------- | ------- | ---- |
| Liga Europa de la UEFA | Sevilla F. C. | Polonia | 2015 |
| Liga Europa de la UEFA | Sevilla F. C. | Suiza   | 2016 |

## Vida personal
El 28 de mayo de 2023 sufrió un accidente con un caballo durante la Romería de El Rocío, lo que le provocó un grave traumatismo craneoencefálico. El 18 de agosto de 2023, casi tres meses después de su accidente, fue dado de alta del hospital. Pasó 82 días en el hospital, 26 de ellos en coma inducido, y perdió 18 kilos de peso.